# Atlante San Alejo
Asociación Deportivo Atlante war ein salvadorianischer Fußballverein aus San Alejo, Departamento La Unión. Der Verein, dessen Bezeichnung wahrscheinlich vom gleichnamigen mexikanischen Verein inspiriert war, spielte lediglich zwischen 1955 und 1970 in der höchsten salvadorianischen Spielklasse und errang zweimal die Vizemeisterschaft.

## Geschichte
Der Club Deportivo Atlante San Alejo stieg erstmals 1955 in die erste salvadorianische Liga auf und belegte in der Saison 1956/57 mit nur einem Punkt Rückstand auf den Meister Atlético Marte den zweiten Platz. Nachdem die Mannschaft die folgenden Spielzeiten stets auf dem dritten bzw. vierten Platz beendet hatte, gelang 1962 noch einmal die Vizemeisterschaft. Doch seit 1964 befand die Mannschaft sich stets im Abstiegskampf. Nach dem Abstieg am Ende der Saison 1966/67 gelang zwar der unmittelbare Wiederaufstieg, doch nach dem erneuten Abstieg von 1970 spielte der Verein nie wieder erstklassig.

## WM-Teilnehmer des Vereins
Bei der Fußball-Weltmeisterschaft 1970 gehörte ihr Torwart Gualberto Fernández zum salvadorianischen WM-Aufgebot, kam jedoch zu keinem Einsatz, weil Nationaltorhüter Raúl Magaña zu diesem Zeitpunkt die unumstrittene Nummer eins war.

## Erfolge
- Salvadorianischer Vizemeister: 1956/57, 1962